# Багамські Острови на літніх Олімпійських іграх 2016
Багамські Острови на літніх Олімпійських іграх 2016 представляли 28 спортсменів у 3 видах спорту.

## Медалісти
| Медалі | Спортсмени                                                                            | Вид спорту     | Дисципліна                 | Дата      |
| ------ | ------------------------------------------------------------------------------------- | -------------- | -------------------------- | --------- |
| Золото | Шона Міллер                                                                           | Легка атлетика | жінки, 400 м               | 15 серпня |
| Бронза | Кріс Браун Стівен Гардінер Майкл Метью Стівен Ньюболд Деметріус Піндер Алонсо Расселл | Легка атлетика | чоловіки, естафета 4x400 м | 20 серпня |

## Легка атлетика
Легенда
- Note – для трекових дисциплін місце вказане лише для забігу, в якому взяв участь спортсмен
- Q = пройшов у наступне коло напряму
- q = пройшов у наступне коло за добором (для трекових дисциплін - найшвидші часи серед тих, хто не пройшов напряму; для технічних дисциплін - увійшов до визначеної кількості фіналістів за місцем якщо напряму пройшло менше спортсменів, ніж визначена кількість)
- NR = Національний рекорд
- N/A = Коло відсутнє у цій дисципліні
- Bye = спортсменові не потрібно змагатися у цьому колі

Трекові і шосейні дисципліни
Чоловіки
| Спортсмен                                                                             | Дисципліна                    | Попередній забіг | Попередній забіг | Чвертьфінал | Чвертьфінал | Півфінал        | Півфінал        | Фінал           | Фінал           |
| Спортсмен                                                                             | Дисципліна                    | Результат        | Місце            | Результат   | Місце       | Результат       | Місце           | Результат       | Місце           |
| ------------------------------------------------------------------------------------- | ----------------------------- | ---------------- | ---------------- | ----------- | ----------- | --------------- | --------------- | --------------- | --------------- |
| Едріан Гріффіт                                                                        | 100 м                         | Bye              | Bye              | 10.53       | 8           | Завершив виступ | Завершив виступ | Завершив виступ | Завершив виступ |
| Шавез Гарт                                                                            | 100 м                         | Bye              | Bye              | 10.28       | 5           | Завершив виступ | Завершив виступ | Завершив виступ | Завершив виступ |
| Джамал Ролле                                                                          | 100 м                         | Bye              | Bye              | 10.68       | 8           | Завершив виступ | Завершив виступ | Завершив виступ | Завершив виступ |
| Шавез Гарт                                                                            | 200 м                         | 20.74            | 7                | Н/Д         | Н/Д         | Завершив виступ | Завершив виступ | Завершив виступ | Завершив виступ |
| Деметріус Піндер                                                                      | 200 м                         | DSQ              | DSQ              | Н/Д         | Н/Д         | Завершив виступ | Завершив виступ | Завершив виступ | Завершив виступ |
| Терей Сміт                                                                            | 200 м                         | 20.66            | 6                | Н/Д         | Н/Д         | Завершив виступ | Завершив виступ | Завершив виступ | Завершив виступ |
| Кріс Браун                                                                            | 400 м                         | 45.56            | 4                | Н/Д         | Н/Д         | Завершив виступ | Завершив виступ | Завершив виступ | Завершив виступ |
| Стівен Гардінер                                                                       | 400 м                         | 45.24            | 2 Q              | Н/Д         | Н/Д         | 44.72           | 5               | Завершив виступ | Завершив виступ |
| Алонсо Расселл                                                                        | 400 м                         | 46.23            | 5                | Н/Д         | Н/Д         | Завершив виступ | Завершив виступ | Завершив виступ | Завершив виступ |
| Джеффрі Гібсон                                                                        | 400 м з бар'єрами             | 52.77            | 45               | Н/Д         | Н/Д         | Завершив виступ | Завершив виступ | Завершив виступ | Завершив виступ |
| Кріс Браун Стівен Гардінер Майкл Метью Стівен Ньюболд Деметріус Піндер Алонсо Расселл | естафетний біг 4 × 400 метрів | 2:59.64          | 2 Q              | Н/Д         | Н/Д         | Н/Д             | Н/Д             | 2:58.49         | 3               |

Жінки
| Спортсменка      | Дисципліна        | Попередній забіг | Попередній забіг | Чвертьфінал | Чвертьфінал | Півфінал         | Півфінал         | Фінал            | Фінал            |
| Спортсменка      | Дисципліна        | Результат        | Місце            | Результат   | Місце       | Результат        | Місце            | Результат        | Місце            |
| ---------------- | ----------------- | ---------------- | ---------------- | ----------- | ----------- | ---------------- | ---------------- | ---------------- | ---------------- |
| Тайнія Гейтер    | 100 м             | Bye              | Bye              | 11.56       | 5           | Завершила виступ | Завершила виступ | Завершила виступ | Завершила виступ |
| Шеніка Фергюсон  | 200 м             | 23.62            | 8                | Н/Д         | Н/Д         | Завершила виступ | Завершила виступ | Завершила виступ | Завершила виступ |
| Тайнія Гейтер    | 200 м             | 22.90            | 3 q              | Н/Д         | Н/Д         | 23.45            | 8                | Завершила виступ | Завершила виступ |
| Антонік Страчан  | 200 м             | 22.96            | 3                | Н/Д         | Н/Д         | Завершила виступ | Завершила виступ | Завершила виступ | Завершила виступ |
| Шона Міллер-Уйбо | 400 м             | 51.16            | 1 Q              | Н/Д         | Н/Д         | 49.91            | 2 Q              | 49.44            | 1                |
| Педріа Сеймур    | 100 м з бар'єрами | 12.85            | 3 Q              | Н/Д         | Н/Д         | 12.64            | 2 Q              | 12.76            | 6                |

Технічні дисципліни
| Спортсмен           | Дисципліна                   | Кваліфікація       | Кваліфікація | Фінал              | Фінал            |
| Спортсмен           | Дисципліна                   | Результат у метрах | Місце        | Результат у метрах | Місце            |
| ------------------- | ---------------------------- | ------------------ | ------------ | ------------------ | ---------------- |
| Тревор Баррі        | стрибки у висоту (чоловіки)  | 2.29               | 10 q         | 2.25               | 11               |
| Дональд Томас       | стрибки у висоту (чоловіки)  | 2.29               | 9 q          | 2.29               | =7               |
| Jamal Wilson        | стрибки у висоту (чоловіки)  | 2.22               | 25           | Завершив виступ    | Завершив виступ  |
| Латаріо Коллі-Міннс | потрійний стрибок (чоловіки) | НС                 | —            | Завершив виступ    | Завершив виступ  |
| Лівен Сендс         | потрійний стрибок (чоловіки) | 16.53              | 18           | Завершив виступ    | Завершив виступ  |
| Б'янка Стюарт       | стрибки в довжину (жінки)    | 6.45               | 9            | Завершила виступ   | Завершила виступ |

## Академічне веслування
| Спортсмен   | Дисципліна       | Заїзди  | Заїзди | Втішний заплив | Втішний заплив | Чвертьфінали | Чвертьфінали | Півфінали | Півфінали | Фінал   | Фінал |
| Спортсмен   | Дисципліна       | Час     | Місце  | Час            | Місце          | Час          | Місце        | Час       | Місце     | Час     | Місце |
| ----------- | ---------------- | ------- | ------ | -------------- | -------------- | ------------ | ------------ | --------- | --------- | ------- | ----- |
| Емілі Морлі | одиночки (жінки) | 9:22.12 | 6 R    | 8:22.77        | 4 SE/F         | Bye          | Bye          | 8:46.09   | 3 FE      | 8:56.36 | 30    |

Пояснення до кваліфікації: FA=Фінал A (за медалі); FB=Фінал B (не за медалі); FC=Фінал C (не за медалі); FD=Фінал D (не за медалі); FE=Фінал E (не за медалі); FF=Фінал F (не за медалі); SA/B=Півфінали A/B; SC/D=Півфінали C/D; SE/F=Півфінали E/F; QF=Чвертьфінали; R=Потрапив у втішний заплив

## Плавання
| Спортсмен                | Дисципліна                        | Попередній заплив | Попередній заплив | Півфінал         | Півфінал         | Фінал            | Фінал            |
| Спортсмен                | Дисципліна                        | Час               | Місце             | Час              | Місце            | Час              | Місце            |
| ------------------------ | --------------------------------- | ----------------- | ----------------- | ---------------- | ---------------- | ---------------- | ---------------- |
| Дастін Тінес             | 100 метрів брасом (чоловіки)      | 1:03.71           | 44                | Завершив виступ  | Завершив виступ  | Завершив виступ  | Завершив виступ  |
| Джоанна Еванс            | 200 метрів вільним стилем (жінки) | 2:01.27           | 37                | Завершила виступ | Завершила виступ | Завершила виступ | Завершила виступ |
| Джоанна Еванс            | 400 метрів вільним стилем (жінки) | 4:07.60           | 13                | Н/Д              | Н/Д              | Завершила виступ | Завершила виступ |
| Джоанна Еванс            | 800 метрів вільним стилем (жінки) | 8:42.93           | 23                | Н/Д              | Н/Д              | Завершила виступ | Завершила виступ |
| Аріанна Вандерпул-Воллес | 50 метрів вільним стилем (жінки)  | 24.77             | =13 Q             | 24.60            | 9                | Завершила виступ | Завершила виступ |
| Аріанна Вандерпул-Воллес | 100 метрів вільним стилем (жінки) | 54.56             | 18                | Завершила виступ | Завершила виступ | Завершила виступ | Завершила виступ |